# Moulin à eau de Saint-Bruno-de-Montarville

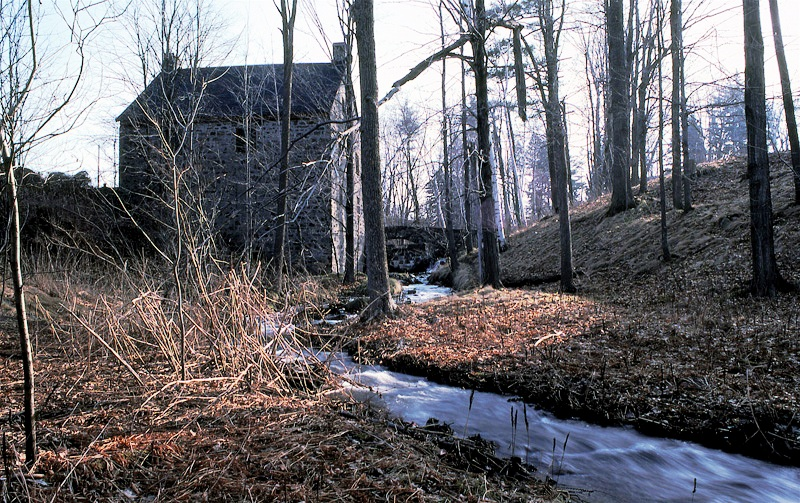
Le Vieux-Moulin, mont Saint-Bruno

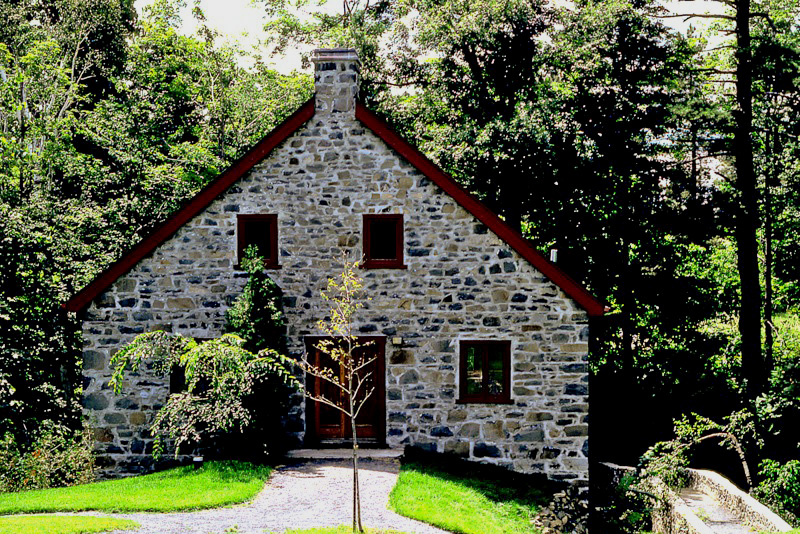
Façade du Vieux-Moulin

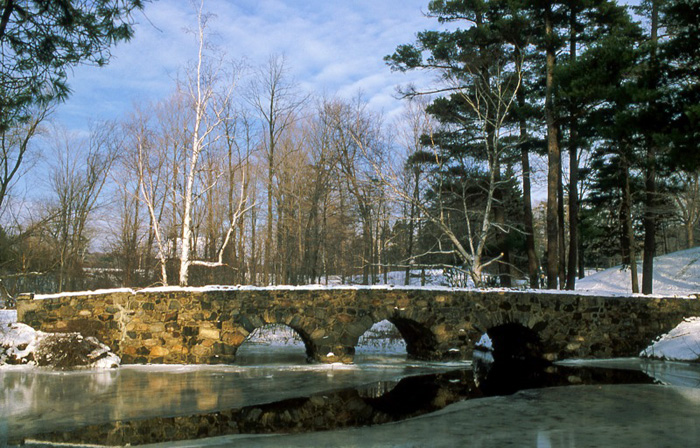
Ponceau à arches, mont Saint-Bruno

Le premier moulin à eau de Saint-Bruno-de-Montarville, au Québec, date de 1725, soit à l'époque de la seigneurie de Montarville. 
Au XIXe siècle, le territoire montarvillois comptait une demi-douzaine de moulins permettant de moudre le grain, scier le bois, tanner le cuir, carder et tisser la laine. Les Montarvillois ont su mettre en valeur l'énergie mécanique produite par le vaste réseau hydrographique du Mont Saint-Bruno, qui compte six lacs (lac des Bouleaux, lac Seigneurial, lac à la Tortue, lac des Atacas, lac du Moulin et lac du Village), des étangs et des ruisseaux. Les moulins à eau étaient généralement estimés plus puissants et plus fiables que les moulins à vent.
Le bâtiment en pierre qui se trouve toujours à proximité du lac du Moulin et que la population locale a baptisé le Vieux-Moulin, a été construit en 1761 et servait à moudre le grain. Il a été restauré, sans ses composantes opérationnelles, dans les années 1970 et aménagé en une halte pour les skieurs et promeneurs. Sa valeur historique et patrimoniale en fait l'un des principaux attraits du Parc national du Mont-Saint-Bruno.
Depuis 2011, le vieux-moulin accueille un salon de thé où l'on sert des cafés de spécialité, du thé, des boissons fruitées et des viennoiseries.

## Identification
- Nom du bâtiment : Moulin à eau de Saint-Bruno-de-Montarville (baptisé Vieux-Moulin par la population locale)
- Municipalité : Saint-Bruno-de-Montarville
- Propriété : Société des établissements de plein-air du Québec (SÉPAQ)